# Masaaki Mori
Masaaki Mori (japonsko 森 正明), japonski nogometaš, * 12. julij 1961.
Za japonsko reprezentanco je odigral 8 uradnih tekem.